# Homer Pace
Homer St. Clair Pace (13 de Abril de 1879 - 22 de Maio de 1942) foi um empresário estadunidense do ramo da educação e um pioneiro no campo da contabilidade que, junto de seu irmão Charles Ashford Pace, fundou a Universidade de Pace, em Nova Iorque.

## Biografia
Nativo de Rehoboth, Ohio, Homer Pace começou a trabalhar como assistente de seu pai, John Fremont Pace, um veterano da Guerra Civil Americana, editando e publicando um jornal semanal. Deixou o jornalismo logo depois da morte de seu pai, em 1869. Depois de trabalhar como secretário e auditor em Michigan, Texas e Minnesota, ele garantiu uma posição com a Grande Estrada de Ferro do Oeste de Chicago. Em janeiro de 1901, ele foi transferido para Nova Iorque para a função de gerente do escritório da cidade de Nova Iorque e, em 1902, virou Secretário da Estrada de Ferro da Cidade de Mason e do Forte Dodge, uma linha afiliada. Em 1904 ele passou no exame de C.P.A. (Certificado Público de Contador) de Nova Iorque.
Em 1906, Homer Pace deixou as estradas de ferro para iniciar um negócio próprio. Junto com seu irmão Charles, um advogado, ele estabeleceu uma sociedade Pace & Pace como o propósito de preparar candidatos para o exame de de C.P.A. de Nova Iorque. Nos seus primeiros anos, a Pace & Pace passou em locais que promoviam cursos de contabilidade e direito contábil em diversas cidades através do Estados Unidos. O Curso Padrão de Pace podia ser feito por correspondência também. Uma dessas escolas, o Instituto Pace de Contabilidade de Cidade de Nova Iorque, foi transformado em Instituto Pace em 1935. Homer Pace serviu como presidente da Sociedade de C.P.A.'s da Cidade de Nova Iorque de 1924 a 1926 e em 1918-19 ele foi um Deputado Comissionado da Internal Revenue Service.
Os irmãos Pace prepararam seus próprios currículos e também desenvolveram uma série de palestras a respeito da teoria e prática de contabilidade e direito contábil. Isso envolveu a escrita dos livros usados por todos os alunos do Sistema Pace.
Charles Ashford Pace morreu em 1940, e dois anos depois Homer Pace, que continuou a servir como primeiro presidente do Instituto Pace, foi fatalmente atingido por uma hemorragia cerebral enquanto trabalhava em seu escritório no Instituto. Ele estava a cinco semanas de completar 63 anos de idade. Durante sua vida, ele sempre enfatizou que ele era, primeiramente e antes de tudo, um professor e um educador. E foi assim que ele escolhei ser lembrado: em sua lápide está talhada o epitáfio que escreveu pra si:  “Homer St. Clair Pace, Teacher” (Homer St. Clair Pace, Professor).
O Instituto fundado junto de seu irmão Charles tornou-se Faculdade Pace em 1948 e Universidade Pace em 1973.
Em 2002, o Grande Hall da Fama de Nova Iorque, da YMCA, promovia uma seleção de pessoas na história da organização, a qual incluía fotos originais de Charles e Home Pace, entre outros.
Em 2004, a Sociedade de C.P.A. do Estado de Nova Iorque introduziu Homer Pace no seu Hall da Fama.